# (3943) Silbermann
(3943) Silbermann es un asteroide perteneciente al cinturón de asteroides, descubierto el 3 de septiembre de 1981 por Freimut Börngen desde el Observatorio Karl Schwarzschild, en Tautenburg, Alemania.

## Designación y nombre
Designado provisionalmente como 1981 RG1. Fue nombrado Silbermann en honor al alemán Gottfried Silbermann influyente constructor de instrumentos de música de teclado.